# The Ryuo’s Work is Never Done!
Ryuuou no Oshigoto! (яп. りゅうおうのおしごと! Рю:о: но осигото!, «Работа рюо!»)  неоф. рус «О том, кем работает король драконов» — японская серия ранобэ, написанных Сиро Сиратори и иллюстрированных Сираби. Публикуется издательством SB Creative под импринтом GA Bunko с 2015 года и насчитывает 8 томов. Манга-адаптация с иллюстрациями Когэтаокогэ публикуется издательством Square Enix в журнале Young Gangan с 2015 года и насчитывает 7 томов. Аниме-адаптация студии Project No.9 транслировалась с января по март 2018 года.

## Сюжет
Яити Кудзурю — необыкновенно одарённый игрок в сёги, который получил титул рюо в 16 лет. После этого он испытывает резкий спад в своих навыках, пока не сталкивается с Аи Хинацуру, девятилетней девочкой, которая влюбилась в сёги, наблюдая за его победой в титульном матче, и умоляет Яити сделать её своей ученицей. Яити, изумлённый потенциалом Аи, соглашается стать её учителем. Однако её мать поставила условие, при котором Яити придётся жениться на Аи, если она не станет крупным игроком до окончания средней школы.

## Персонажи
Яити Кудзурю (яп. 九頭竜 八一 Кудзурю: Яити) — главный герой, шестнадцатилетний сёгист, который получил титул рюо и стал самым молодым его обладателем. Был ошеломлён получением своего титула и ощущал на себе по этой причине давление, так как не мог больше играть в «недостойной» манере, из-за чего испытал сильный спад в своих умениях. После встречи с Аи вдохновился её талантом, решимостью и целеустремлённостью.
Сэйю: Юма Утида
Аи Хинацуру (яп. 雛鶴 あい Хинацуру Аи) — девятилетняя первая ученица Яити. Жизнерадостная девочка с большим талантом к сёги, дочь владельцев популярной гостиницы, использовавшейся для проведения значимых состязаний. Встретилась с Яити во время финального матча за титул рюо, где он, по-видимому, обещал исполнить любое желание при победе. Она убежала из дома, чтобы стать ученицей Яити. Сначала была принята как временный ученик, пока идут весенние каникулы, а её родители пытались вернуть её домой, беспокоясь за её жизнь, если она станет профессиональной сёгисткой. Хотя Аи не выполнила условия родителей, чтобы продолжить учиться у Яити, тот был достаточно впечатлён Аи и лично попросил их оставить её у себя, приняв условие, при котором ему придётся жениться на ней и унаследовать гостиницу, если она не добьётся хотя бы одного титула до окончания средней школы. Очень привязана к Яити, иногда демонстрирует черты яндэрэ. В сёги её стиль преимущественно наступательный и сосредоточен на поиске способов атаковать.
Сэйю: Рина Хидака
Аи Ясядзин (яп. 夜叉神 天衣 Ясядзин Аи) — девятилетняя вторая ученица Яити. Проживает со своим состоятельным дедушкой с момента смерти её родителей. Её отец был умелым сёгистом-любителем, который несколько лет назад встретился с Яити во время матча против мэйдзина. После того как Яити нашёл способ поставить ему мат, отец Аи предложил ему когда-нибудь взять её в ученики, на что тот согласился. Была огорчена тем, что Яити не помнит её отца, никогда не прекращавшего восхищаться им, но в итоге согласилась стать его ученицей. Очень горда, склонна проявлять черты цундэрэ. В сёги её стиль противоположен Аи: она акцентирует внимание на обороне, применяя различные ловушки и контратаки.
Сэйю: Аянэ Сакура
Гинко Сора (яп. 空 銀子 Сора Гинко) — четырнадцатилетняя подруга детства Яити и его ученица. Считается самой талантливой девушкой в сёги и одной из немногих, кто со своими навыками может войти в профессиональную лигу сёги как полноценный профессиональный игрок, нежели как профессиональная сёгистка. Никогда не входила в женскую лигу, продолжает добиваться вступления в Японскую ассоциацию сёги. Предположительно, стремится в ассоциацию, чтобы быть с Яити, однако тот остаётся несведущим в её чувствах.
Сэйю: Хисако Канэмото
Кэйка Киётаки (яп. 清滝 桂香 Киётаки Кэйка) — старшая ученица Яити и Гинко, дочь их учителя. Была принята в Сёрэйкай, чтобы в десять лет стать профессиональной сёгисткой. В двадцать пять лет приближается её максимальный возраст, когда она может стать профессионалом, вследствие чего Кэйка часто сильно беспокоится. Будучи расслабленной, предстаёт довольно опытным игроком, однако склонна нервничать и возвращаться к стандартным приёмам, когда противники выходят за рамки шаблонов.
Сэйю: Аи Каяно
Мио Мидзукоси (яп. 水越 澪 Мидзукоси Мио) — подруга Аи из учебной группы.
Сэйю: Юрика Кубо
Аяно Садато (яп. 貞任 綾乃 Садато: Аяно) — подруга Аи из учебной группы.
Сэйю: Тинами Хасимото
Шарлотта Изоар (яп. シャルロット・イゾアール Сяруротто Идзоа:ру) — шестилетняя подруга Аи из учебной группы. Ходит во французскую школу в Киото и немного стеснённо говорит по-японски. Учится у того же учителя, что и Аяно.
Сэйю: Юй Огура
Такаси Хинацуру (яп. 雛鶴 隆 Хинацуру Такаси) — отец Аи и муж Акины. Женившись на ней, стал неспособен как-либо перечить ей.
Сэйю: Итиро Мидзуки
Акина Хинацуру (яп. 雛鶴 亜希奈) — мать Аи и жена Такаси, а также владелица престижной гостиницы. Пыталась помешать Аи идти по пути сёгистки, поскольку тревожилась за спокойствие такой жизни. Поставила Яити условие, по которому он будет вынужден жениться на её дочери и унаследовать гостиницу, если Аи не получит хотя бы один титул до окончания средней школы.
Сэйю: Мицуко Хориэ

## Медиа-издания

### Ранобэ
Ранобэ, написанное Сиро Сиратори и иллюстрированное Сираби, публикуется издательством SB Creative под импринтом GA Bunko с 2015 года. Первый том был опубликован 15 сентября 2015 года. По состоянию на 15 марта 2018 года выпущено восемь томов. На английском языке в цифровом формате ранобэ публикуется BookWalker.
Список томов
| № | Дата публикации       | ISBN                                                                                   |
| - | --------------------- | -------------------------------------------------------------------------------------- |
| 1 | 15 сентября 2015 года | ISBN 978-4-7973-8484-0                                                                 |
| 2 | 15 января 2016 года   | ISBN 978-4-7973-8676-9 (обычное издание) ISBN 978-4-7973-8490-1 (ограниченное издание) |
| 3 | 14 мая 2016 года      | ISBN 978-4-7973-8817-6                                                                 |
| 4 | 15 сентября 2016 года | ISBN 978-4-7973-8818-3 (обычное издание) ISBN 978-4-7973-8819-0 (ограниченное издание) |
| 5 | 15 февраля 2017 года  | ISBN 978-4-7973-9009-4 (обычное издание) ISBN 978-4-7973-9010-0 (ограниченное издание) |
| 6 | 15 июля 2017 года     | ISBN 978-4-7973-9189-3 (обычное издание) ISBN 978-4-7973-9190-9 (ограниченное издание) |
| 7 | 15 января 2018 года   | ISBN 978-4-7973-9550-1 (обычное издание) ISBN 978-4-7973-9429-0 (ограниченное издание) |
| 8 | 15 марта 2018 года    | ISBN 978-4-7973-9592-1                                                                 |

### Манга
Манга-адаптация с иллюстрациями Когэтаокогэ публикуется с 2 октября 2015 года в сэйнэн-журнале Young Gangan издательства Square Enix. С 13 января 2016 по 13 марта 2018 года было выпущено семь томов.
Список томов
| № | Дата публикации       | ISBN                   |
| - | --------------------- | ---------------------- |
| 1 | 13 января 2016 года   | ISBN 978-4-7575-4856-5 |
| 2 | 12 марта 2016 года    | ISBN 978-4-7575-4992-0 |
| 3 | 13 сентября 2016 года | ISBN 978-4-7575-5071-1 |
| 4 | 13 февраля 2017 года  | ISBN 978-4-7575-5243-2 |
| 5 | 13 июля 2017 года     | ISBN 978-4-7575-5400-9 |
| 6 | 25 декабря 2017 года  | ISBN 978-4-7575-5562-4 |
| 7 | 13 марта 2018 года    | ISBN 978-4-7575-5652-2 |

### Аниме
Об аниме-адаптации было объявлено в июле 2017 года. Производством занималась студия Project No.9 под руководством режиссёра Синсукэ Янаги. Сценарий написан Фумихико Симо, дизайн персонажей разработан Аканэ Яно. Композитор — Кэндзи Каваи. 12-серийное аниме транслировалось с 8 января по 26 марта 2018 года.
Открывающую композицию «Kore Kara» (яп. コレカラ Корэ Кара, «Отныне») исполняет Machico; закрывающей композицией является «Mamoritai-mono no Tame ni» (яп. 守りたいもののために Маморитай-моно но Тамэ ни, «За то, что я хочу защищать») в исполнении Мику Ито.
Список серий
| № серии | Название                                                                 | Дата премьеры        |
| ------- | ------------------------------------------------------------------------ | -------------------- |
| 1       | Ученик грозы «Осикакэ Дэси» (押しかけ弟子)                               | 8 января 2018 года   |
| 2       | Дни с учеником «Дэси но Иру Нитидзё:» (弟子のいる日常)                   | 15 января 2018 года  |
| 3       | Экзамен для поступления в учебную группу «Кэнсю:-кай Сикэн» (研修会試験) | 22 января 2018 года  |
| 4       | Другая Аи «Мо:хитори но Аи» (もう一人のあい)                             | 29 января 2018 года  |
| 5       | Просто и безупречно «Тэнъимухо:» (天衣無縫)                              | 5 февраля 2018 года  |
| 6       | Всесторонне одарённый «О:рураунда:» (オールラウンダー)                   | 12 февраля 2018 года |
| 7       | Дорогая десятилетняя я «Дзюссай но Ватаси э» (十才のわたしへ)            | 19 февраля 2018 года |
| 8       | Первый турнир «Хадзимэтэ но Тайкай» (はじめての大会)                     | 26 февраля 2018 года |
| 9       | Первое августа «Хатигацу Цуйтати» (八月一日)                             | 5 марта 2018 года    |
| 10      | Кружащийся дракон «Супинингу Дорагон» (スピニングドラゴン)               | 12 марта 2018 года   |
| 11      | Наилучшие пожелания «Котобуки» (寿)                                      | 19 марта 2018 года   |
| 12      | Окончательное решение «Сайго но Симпан» (最後の審判)                     | 26 марта 2018 года   |

## Восприятие
По версии ежегодного печатного путеводителя Kono Light Novel ga Sugoi! за 2017 год, Ryuuou no Oshigoto! заняло 1-е место в списке лучших ранобэ в формате бункобона. В выпуске за 2018 год ранобэ сохранило эту позицию.